# ضريح كاشف السلطنة
ضريح كاشف السلطنة (بالفارسية: آرامگاه کاشف السلطنه) ضريح تاريخي يعود إلى القاجاريون أو الدولة البهلوية، ويقع في لاهيجان. هذا المبنى هو قبر محمد ميرزا كاشف السلطنة.